# توني سيمبسون
توني سيمبسون (بالإنجليزية: Tony Simpson)‏ هو سياسي أسترالي، ولد في 15 يوليو 1965 في أستراليا. حزبياً، نشط في الحزب الليبرالي الأسترالي. وقد انتخب عضو الجمعية التشريعية لأستراليا الغربية.